# Estación Las Chacras

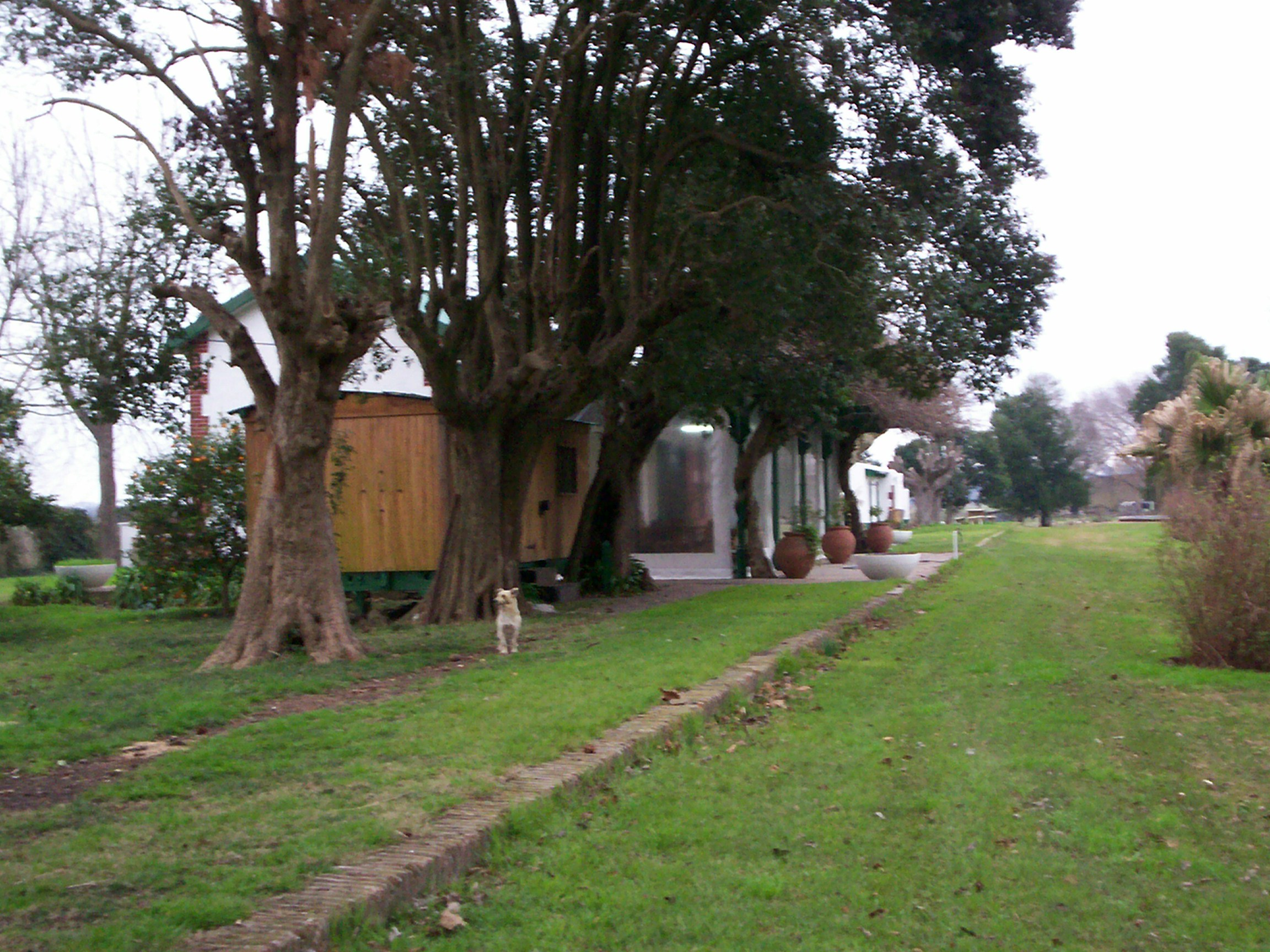
Estación Las Chacras en 2008.

Las Chacras era una estación de ferrocarril ubicada en el paraje rural del mismo nombre, partido de Lobos, Provincia de Buenos Aires, Argentina.

## Historia
Fue construida por el Ferrocarril del Sud en 1897, como parte de la vía que iba de Empalme Lobos a Navarro.